# Hans-Georg Bürger
Hans-Georg Bürger (ur. 1 kwietnia 1952 roku w Welschbillig, zm. 22 lipca 1980 roku w Amsterdamie) – niemiecki kierowca wyścigowy.

## Kariera
Bürger rozpoczął karierę w międzynarodowych wyścigach samochodowych w 1977 roku od startów w Renault 5 Eurocup, gdzie trzykrotnie stawał na podium. Z dorobkiem 47 punktów uplasował się tam na drugiej pozycji w klasyfikacji generalnej. W późniejszych latach pojawiał się także w stawce Europejskiej Formuły Super Vee, German Racing Championship, Niemieckiej Formuły 3, Interserie - Div. 2, Formula 3 Radio Trent Trophy, Europejskiej Formuły 3, Brytyjskiej Formuły 3, Procar BMW M1, World Challenge for Endurance Drivers oraz Europejskiej Formuły 2
W Europejskiej Formule 2 Niemiec wystartował w pięciu wyścigach sezonu 1980 w bolidzie Tiga Race Cars. Nigdy jednak nie zdobywał punktów. Został sklasyfikowany na 23. miejscu w końcowej klasyfikacji kierowców.

## Śmierć
Hans-Georg Bürger zmarł w Amsterdamie wskutek ciężkiego urazu głowy, jakiego doznał podczas rundy Europejskiej Formuły 2 na torze Circuit Park Zandvoort. Podczas trzeciego okrążenia wyścigu wypadł z toru i z prędkością około 200 km/h uderzył w barierę. Siła uderzenia była tak silna, że jego kask został całkowicie zniszczony.